# الموطن 67

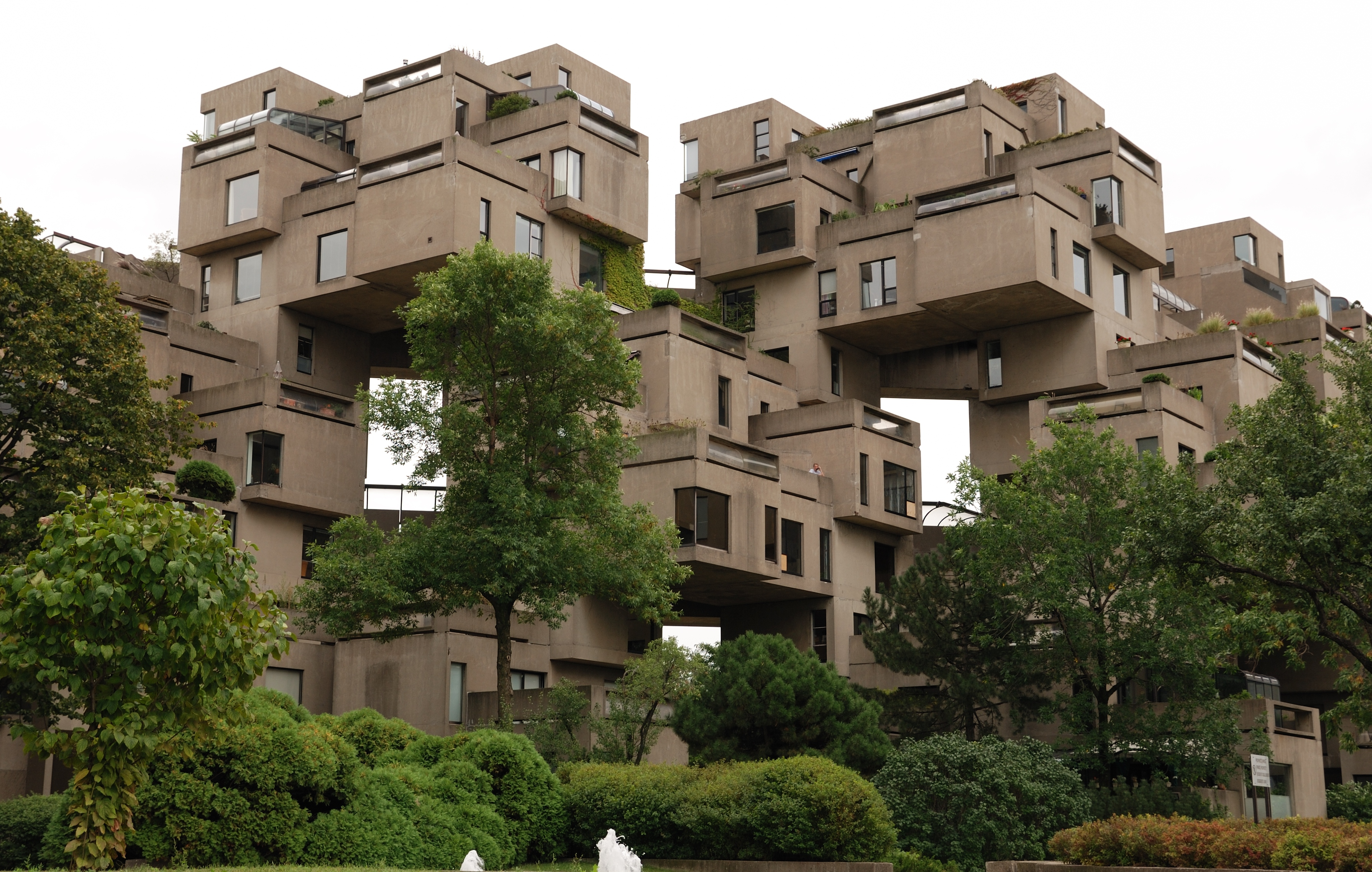
الموطن 67 كما يظهر من مستوى الشارع.

الموطن 67 أو الموئل أو هابيتات 67، هو مجمع سكني على نهر سانت لورانس في مونتريال- كيبيك ، كندا ، صممه المهندس المعماري الكندي الأمريكي «موشيه صفدي». نشأ هذا المشروع في أطروحته للماجستير في كلية الهندسة المعمارية بجامعة ماكجيل، ثم تم بناء نسخة معدلة منه لمعرض إكسبو 67 ، وهو معرض عالمي أقيم من أبريل إلى أكتوبر 1967. يعتبر الموطن 67 معلمًا معماريًا ومبنى معترفًا به في مونتريال.

## صور

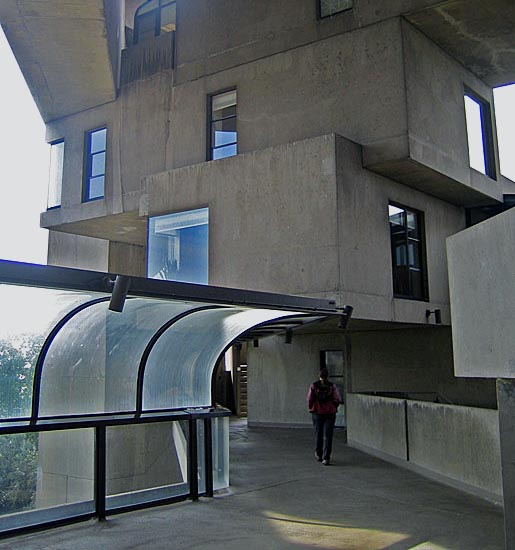
داخل المجمع: ممر شبه مغطى يربط بين قسمين من الوحدات.
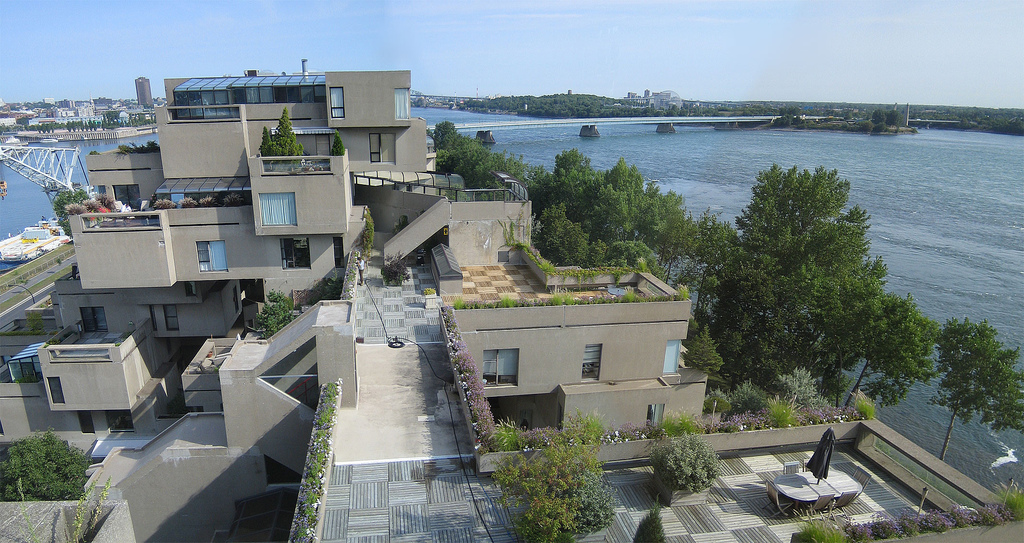
كانت الأشكال المتشابكة والممرات المتصلة والتراسات ذات المناظر الطبيعية في الموطن 67 أساسية في تحقيق هدف صفدي المتمثل في توفير بيئة خاصة وطبيعية ضمن حدود مساحة حضرية كثيفة.
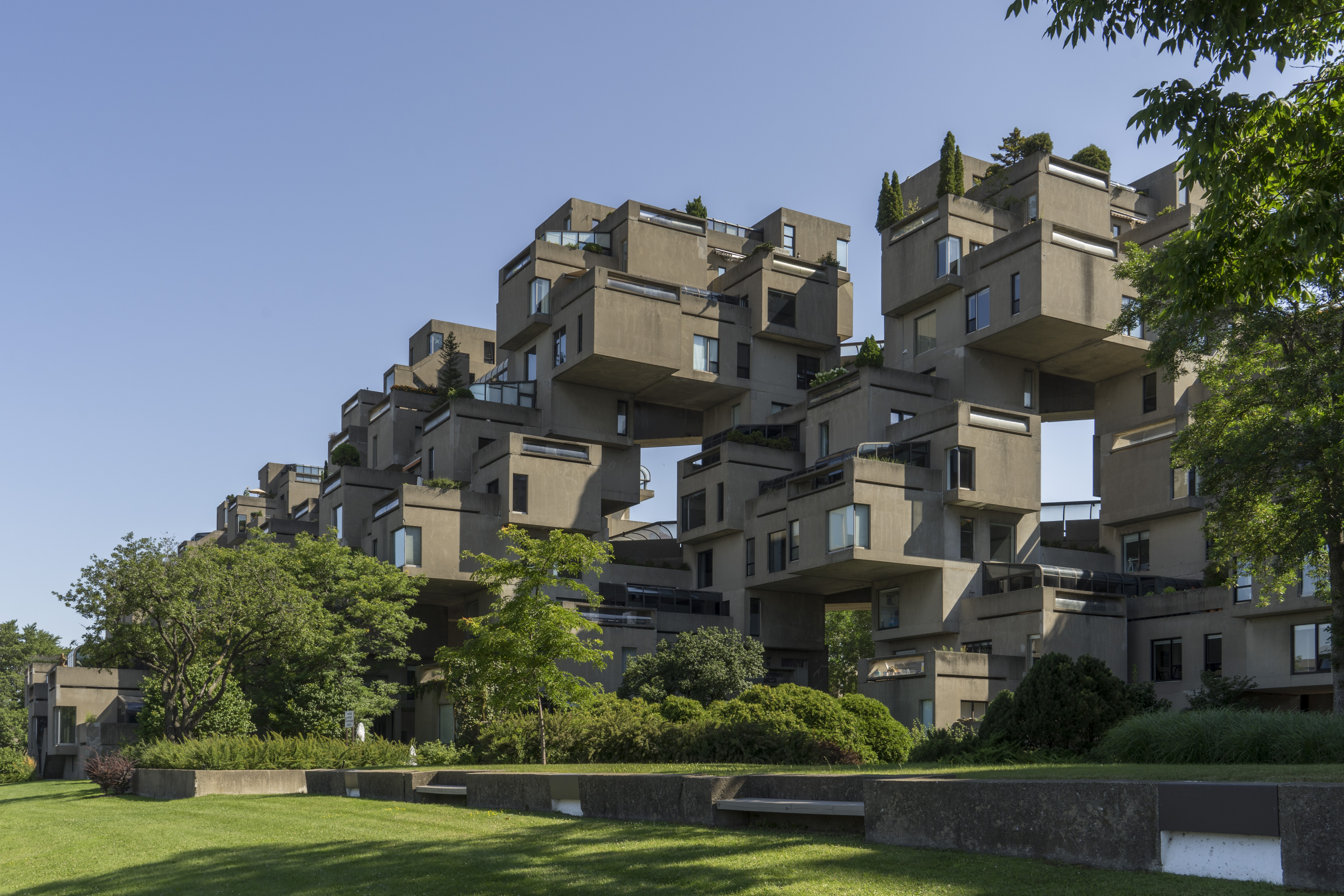
الموطن 67، المنظر الجنوبي الغربي.